# Араго (лунный кратер)
Кратер Араго (лат. Arago), не путать с кратером Араго на Марсе, — ударный кратер в западной части Моря Спокойствия на видимой стороне Луны. Название дано в честь французского физика и астронома Доминика Франсуа Жана Араго (1786—1853) и утверждено Международным астрономическим союзом в 1935 г. Образование кратера относится к эратосфенскому периоду.

## Описание кратера

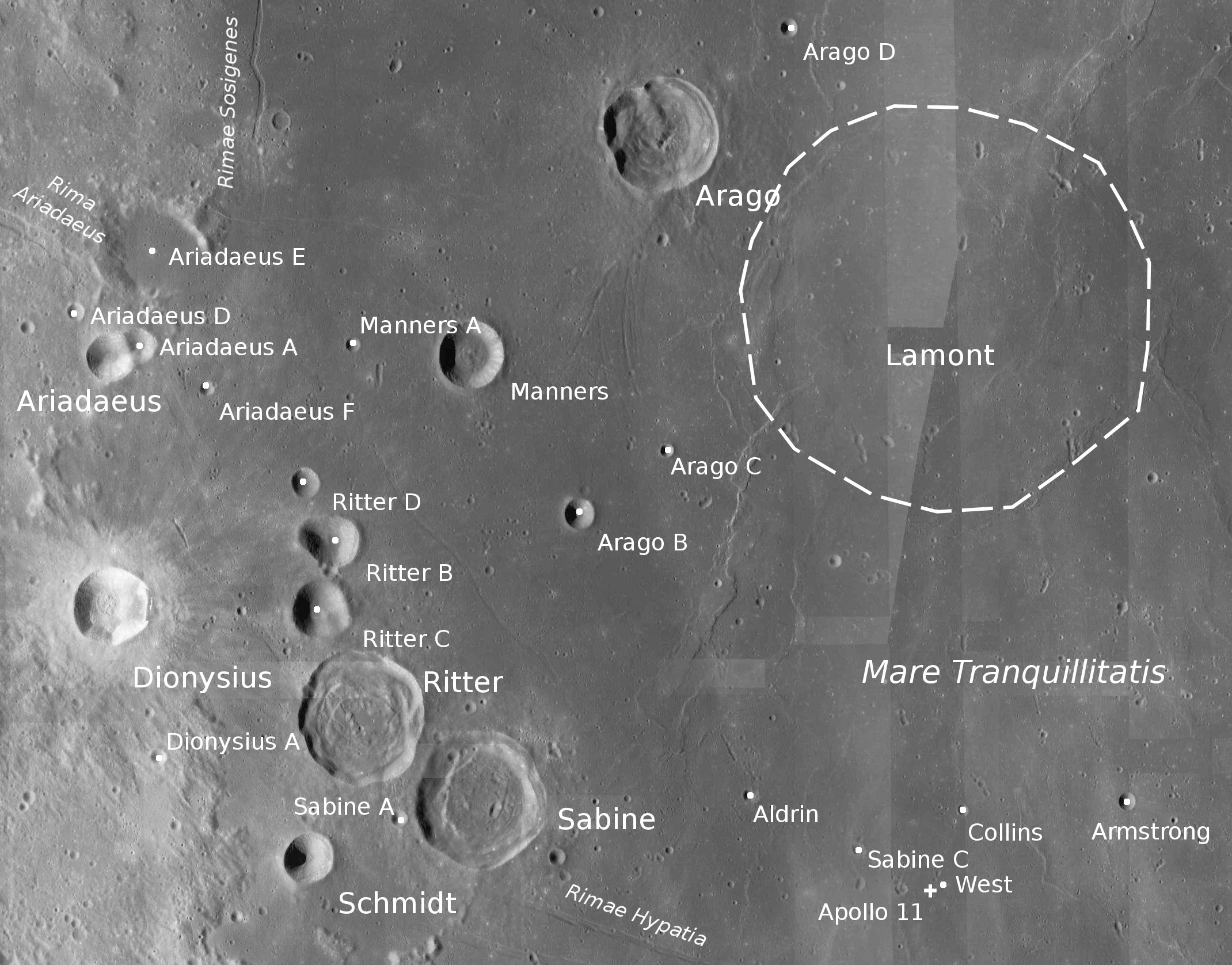
Окрестности кратера Араго. Снимок зонда Lunar Reconnaissance Orbiter.

Ближайшими соседями кратера являются кратер Созиген на северо-западе; кратеры Маклир и Росс на севере; кратер Ламонт на юго-западе и кратер Маннерс на юго-западе. Селенографические координаты центра кратера — 6°09′ с. ш. 21°26′ в. д. / 6,15° с. ш. 21,43° в. д., диаметр — 26 км, глубина — 2,68 км.
Вал кратера имеет циркулярную форму с выступом в западной части. От южной части кратера отходит несколько отрогов. Внутренний склон кратера имеет террасовидную структуру. Высота вала над окружающей местностью составляет 870 м, объем кратера приблизительно 440 км³. В чаше кратера находится центральный хребет, тянущийся к северной части кратера. На востоке и юго-востоке от кратера в Море Спокойствия находятся складки местности. На севере от кратера находится большой щитовидный вулкан, обозначаемый как Араго α. Другой подобный вулкан, обозначаемый как Араго β, находится на таком же расстоянии на западе от кратера. Вал кратера имеет яркость 5° по таблице яркостей Шрётера.
В кратере зарегистрированы термальные аномалии во время лунных затмений. Это явление объясняется небольшим возрастом кратера и отсутствием достаточного слоя реголита, оказывающего термоизолирующее действие. Явление характерно для большинства молодых кратеров.

## Сателлитные кратеры

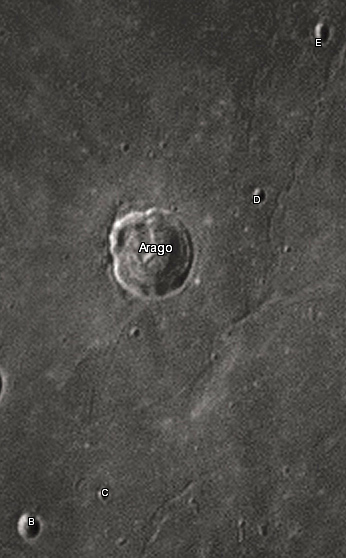
Снимок Девида Кемпбелла.

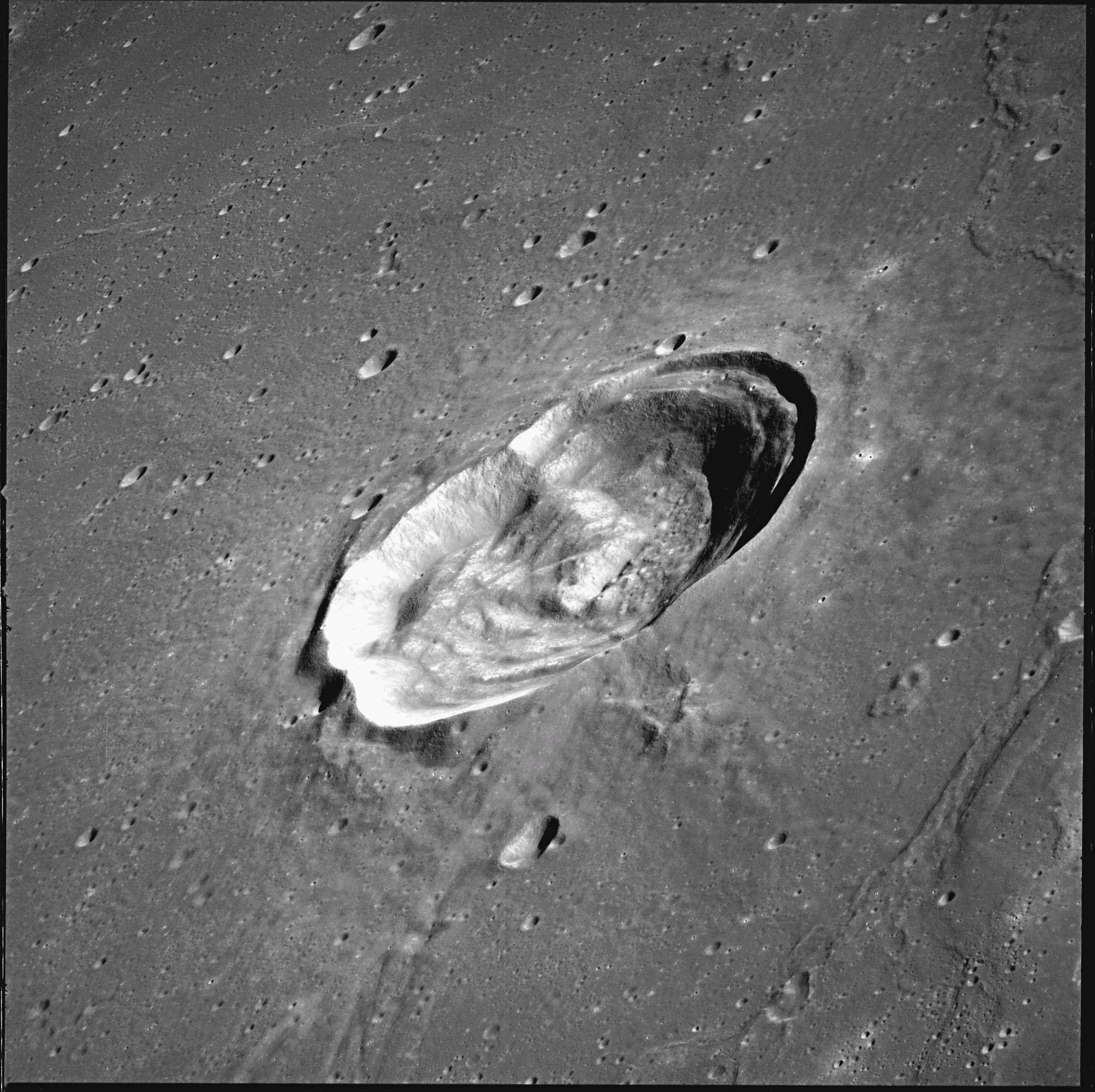
Снимок кратера Араго с борта Аполлона-10.

| Араго | Координаты                                          | Диаметр, км |
| ----- | --------------------------------------------------- | ----------- |
| B     | 3°26′ с. ш. 20°49′ в. д. / 3,43° с. ш. 20,82° в. д. | 6,9         |
| C     | 3°53′ с. ш. 21°29′ в. д. / 3,89° с. ш. 21,48° в. д. | 3,0         |
| D     | 6°55′ с. ш. 22°23′ в. д. / 6,91° с. ш. 22,39° в. д. | 4,0         |
| E     | 8°31′ с. ш. 22°43′ в. д. / 8,51° с. ш. 22,71° в. д. | 6,3         |